# Мейс (рестлер)
Бреннан Марсель Уильямс (англ. Brennan Marcel Williams, род. 5 февраля 1991, Истон, Массачусетс) — американский рестлер и бывший игрок в американский футбол. Наиболее известен выступлениями в WWE под именами Мейс и ма.сэ (англ. ma.çé).
До начала своей карьеры рестлера Уильямс был выбран командой Национальной футбольной лиги «Хьюстон Тексанс» в третьем раунде (89-й по счету) драфта НФЛ 2013 года. Он играл в футбол в колледже Северной Каролины.

## Личная жизнь
Уильямс — сын Жаклин и бывшего защитника НФЛ Брента Уильямса. У него трое детей с женой Сиаррой. Его брат Кэм играл в качестве полузащитника за команду штата Огайо, а в настоящее время работает скаутом в команде «Нью-Ингленд Пэтриотс». Его младшая сестра Джейлен, бывшая баскетболистка команды университета штата Пенсильвания, подписала контракт с WWE 19 августа 2021 года. В детстве Уильямс был поклонником реслинга, называя Эдди Герреро и Великого Муту одними из своих любимцев. Он также является поклонником видеоигр, аниме и манги.

## Титулы и достижения
- Pro Wrestling Illustrated
  - № 211 в топ 500 рестлеров в рейтинге PWI 500 в 2021[6]
- WrestleCrap
  - Премия Гукера (2020) — как часть Retribution[7]